# 纳韦利托
纳韦利托（西班牙語：Nahuelito），或纳韦尔瓦皮湖水怪，是传闻中出没于阿根廷巴塔哥尼亞納韋爾瓦皮湖的湖怪。正如尼斯湖水怪尼西一样，这种生物以其栖息地命名，被描述为如同蛇颈龙一般的大海蛇。根据所谓的照片可以看出隆肉或弯曲的躯体。这种怪物在当地众所周知，被视作神秘动物学的经典案例。目前可能的解释有：史前动物说、突变动物说和潜艇说。

## 历史
现有传说的起源据信可追溯到美洲被征服以前的土著传奇，第一批探险者记录了有关当地人偶遇水生怪物的传闻。从1897年开始，布宜诺斯艾利斯动物园的主管克莱门特·奥奈依博士收到关于在巴塔哥尼亚众多湖泊中出没的奇怪生物的零星报告。
纳韦尔瓦皮湖地区的居民口中流传着一种被称为sueiro的怪物，他们说：“它夜间从湖泊里出现，它的身体有一头母牛的大小，足印像一只巨型鸭子。”他们还说，所谓的怪物是肉食性的，以牛为食。虽然这样的谣言更像是马普切神话中提到的“库埃罗”。

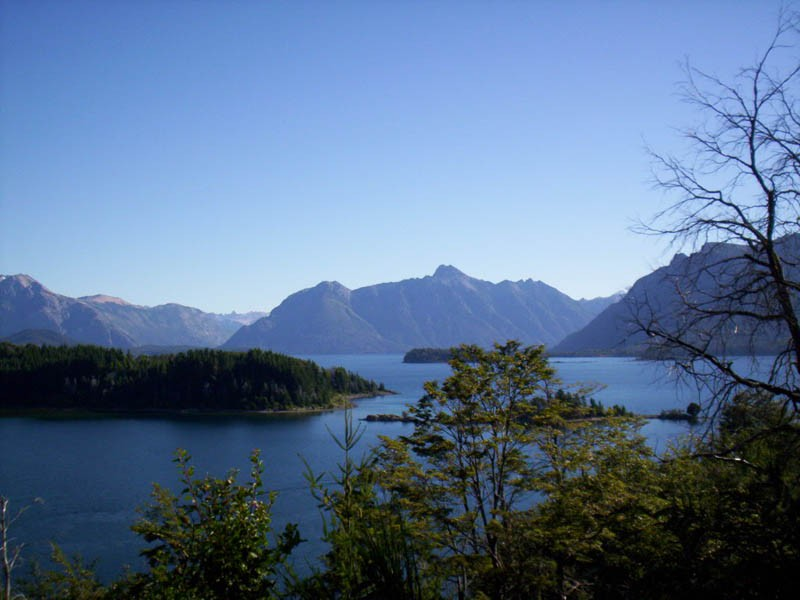
纳韦尔瓦皮湖

首宗可能的目击报告来自于1910年，目击者为纳韦尔瓦皮湖附近某公司的乔治·加勒特（George Garrett）。乔治·加勒特在1922年对媒体表示，当时他们一行人来到被称作Pass Coytrue的水湾，加勒特在船尾对着水湾中心的方向看到了“一个直径可能为15或20英尺的物体，距离水面可能有6英尺高。”几分钟后，怪物消失了。加勒特说：“在我向邻居提及我的经历时，邻居们说印第安人经常谈论他们不时见过的巨大水生动物。”乔治·加勒特目击事件报导于1922年4月6日的多伦多环球报。这篇报导回顾了大约12年前的事件。
1960年，据说阿根廷海军在湖中追踪了一个无法识别的不明潜艇状物体18天，该物体或许与纳韦利托有关。
Syfy的调查节目《终极真相》第一季中涉及到纳韦利托，在节目播出后，这种水怪受到了广泛关注。该节目由一位名叫乔希·盖茨（Josh Gates）的神秘动物学家主持，他使用高科技装备来调查神秘生物，以找到物种存在的证据或完全否定物种的存在。根据Syfy网站的说法，关于该生物的理论之一是“向湖中倾倒核废料的结果”。
2006年4月17日，当地报纸《El Cordillerano》报道称一位匿名的摄影师提供了两张所谓纳韦利托的照片和一份说明，上面写道：“这不是扭曲的树干，也不是波浪，而是纳韦利托的真容。摄于纳韦尔瓦皮湖，4月15日星期四，上午9时。为避免以后的困扰，我没有给出我的个人信息”。